# Organometallics
Organometallics — двотижневий рецензований науковий журнал, який видається Американським хімічним товариством. Спеціалізується на металоорганічній хімії. Журнал має імпакт-фактор 3,837 згідно зі звітом Journal Citation Reports Thomson Reuters за 2021 рік.
Головний редактор Пол Чирик, американський хімік, професор Прінстонського університету, заступник директора із зовнішнього партнерства Центру енергетики та навколишнього середовища Андлінгера. 
Попередніми головними редакторами були Дітмар Сейферт і Джон Гледіш. 
Журнал індексується в Chemical Abstracts Service, British Library, CAB International, EBSCOhost, ProQuest, PubMed, Scopus, SwetsWise та Web of Science .